# Will Barton
William "Will" Denard Barton III (Baltimore, 6 de janeiro de 1991) é um jogador norte-americano de basquete profissional que atualmente joga pelo Toronto Raptors da National Basketball Association (NBA).
Ele jogou basquete universitário pela Universidade de Memphis e foi selecionado pelo Portland Trail Blazers como a 40º escolha geral no draft da NBA de 2012.

## Carreira no ensino médio
Barton, o jogador número 6 do país em 2010, frequentou quatro escolas em cinco anos. Ele começou sua carreira no basquete no Baltimore City College antes de se transferir para a National Christian Academy em Fort Washington, Maryland. Após isso, Barton se matriculou na Lake Clifton Eastern High School de Baltimore para o seu terceiro ano. Depois, em seu último ano, ele frequentou a Brewster Academy.
Barton foi classificado como o melhor armador pela Scout.com e pela ESPN.com em 2010. Barton escolheu a Universidade de Memphis, rejeitando Arizona, Maryland, Kentucky, Indiana e Villanova.
| Nome | Cidade natal                       | Escola           | Altura             | Peso           | Data               |
| --- | ---------------------------------- | ---------------- | ------------------ | -------------- | ------------------ |
| Will Barton SG | Baltimore, Maryland                | Brewster Academy | 6 ft 6 in (1.98 m) | 170 lb (77 kg) | 6 de Junho de 2009 |
| Will Barton SG | Recrutamento: Rivals: Scout: ESPN: |                  |                    |                |                    |
| - Nota: Em muitos casos, Scout, Rivals, 247Sports e ESPN podem entrar em conflito em suas listas de altura e peso, nestes casos, a média foi obtida. - Fonte: |                                    |                  |                    |                |                    |

## Carreira universitária
Ele foi para a Universidade de Memphis em 2010 e jogou todos os jogos em sua temporada de calouro, liderando a equipe em minutos por jogo com 30.6 e tendo média de 12,3 pontos.
Em seu segundo ano, Barton liderou a equipe em pontos (18,0) e rebotes (8.0). Em sua carreira, ele teve médias de 15,2 pontos, 6,5 rebotes e 2,9 assistências em 32,9 minutos.
Em março de 2012, Barton decidiu abandonar seus dois últimos anos de elegibilidade e se declarar para o draft da NBA de 2012.

## Carreira profissional

### Portland Trail Blazers (2012–2015)
Ele foi selecionado pelo Portland Trail Blazers como a 40ª escolha geral no draft da NBA de 2012. Em 14 de julho de 2012, ele assinou um contrato de 3 anos e US$2.2 milhões com os Blazers.
Em 7 de dezembro de 2012, ele foi designado para o Idaho Stampede da G-League. Ele fez sua primeira partida como titular na NBA em 10 de abril de 2013 contra o Los Angeles Lakers.
Em 26 de fevereiro de 2014, Barton registrou 20 pontos e 11 rebotes na vitória por 124-80 sobre o Brooklyn Nets. Em uma entrevista após o jogo, quando perguntado por um repórter sobre um canto de "Will Barton" que havia eclodido no final do jogo, ele respondeu: "Gosto de pensar que sou o campeão do povo", dando imediatamente à luz um novo apelido e um meme dos Trail Blazers.

### Denver Nuggets (2015–Presente)
Em 19 de fevereiro de 2015, Barton foi negociado, juntamente com Víctor Claver, Thomas Robinson e uma escolha de primeira rodada do draft de 2016, para o Denver Nuggets em troca de Arron Afflalo e Alonzo Gee.
Em 7 de agosto de 2015, Barton re-assinou com os Nuggets. Em 20 de dezembro, ele marcou 32 pontos contra o New Orleans Pelicans. Esse jogo lhe rendeu o reconhecimento como um possível candidato ao Prêmio de Sexto Homem do Ano de 2015-16. Nos primeiros 29 jogos dos Nuggets na temporada, Barton teve médias de 15,7 pontos, 6,1 rebotes, 2,3 assistências e 1,1 roubos em 29,0 minutos.
Barton jogou em apenas seis dos primeiros 18 jogos dos Nuggets na temporada de 2016-17. Ele jogou nos três primeiros jogos antes de perder os nove seguintes após torcer o tornozelo esquerdo. Ele então voltou para três jogos antes de perder outro por razões pessoais e depois outros dois com outra lesão no tornozelo esquerdo. Em 17 de janeiro de 2017, ele registrou 26 pontos e oito assistências na vitória por 127-121 sobre o Los Angeles Lakers. Em 16 de março de 2017, ele marcou 35 pontos na vitória por 129-114 sobre o Los Angeles Clippers.
Em 11 de novembro de 2017, Barton registrou 26 pontos e nove rebotes na vitória por 125-107 sobre o Orlando Magic. Em 30 de novembro de 2017, ele marcou 37 pontos em uma vitória por 111-110 sobre o Chicago Bulls.
Em 9 de julho de 2018, Barton assinou um contrato de 4 anos e US$53 milhões com os Nuggets. Em 20 de outubro de 2018, apenas no segundo jogo da temporada, Barton machucou o quadril direito. Ele foi descartado por cinco a seis semanas após ser submetido a uma cirurgia em 23 de outubro. Ele perdeu mais do que o esperado, voltando à ação em 12 de janeiro de 2019 contra o Phoenix Suns após perder 38 jogos. Em 28 de fevereiro, ele registrou 21 pontos e 13 rebotes na derrota por 111-104 para o Utah Jazz.
Em 4 de março de 2022, Barton fez sua 769ª cesta de três pontos na carreira, superando J. R. Smith como líder de todos os tempos dos Nuggets na vitória por 116-101 sobre o Houston Rockets. Em 16 de abril, durante o Jogo 1 da primeira rodada dos playoffs, ele registrou 24 pontos e cinco assistências na derrota por 107-123 para o Golden State Warriors.

## Estatísticas na NBA

### Temporada regular
| Ano      | Equipe   | PJ  | PT  | MPJ  | AP   | 3P   | LL   | RT  | AS  | BR  | TO | PPJ  |
| -------- | -------- | --- | --- | ---- | ---- | ---- | ---- | --- | --- | --- | -- | ---- |
| 2012–13  | Portland | 73  | 5   | 12.2 | .382 | .138 | .769 | 2.0 | .8  | .5  | .1 | 4.0  |
| 2013–14  | Portland | 41  | 0   | 9.4  | .417 | .303 | .813 | 1.8 | .8  | .2  | .2 | 4.0  |
| 2014–15  | Portland | 30  | 0   | 10.0 | .380 | .222 | .667 | 1.1 | .9  | .5  | .1 | 3.0  |
| 2014–15  | Denver   | 28  | 0   | 24.4 | .443 | .284 | .810 | 4.6 | 1.9 | 1.2 | .5 | 11.0 |
| 2015–16  | Denver   | 82  | 1   | 28.7 | .432 | .345 | .806 | 5.8 | 2.5 | .9  | .5 | 14.4 |
| 2016–17  | Denver   | 60  | 19  | 28.4 | .442 | .370 | .753 | 4.3 | 3.4 | .8  | .5 | 13.7 |
| 2017–18  | Denver   | 81  | 40  | 33.1 | .452 | .370 | .805 | 5.0 | 4.1 | 1.0 | .6 | 15.7 |
| 2018–19  | Denver   | 43  | 38  | 27.7 | .402 | .342 | .770 | 4.6 | 2.9 | .4  | .5 | 11.5 |
| 2019–20  | Denver   | 58  | 58  | 33.0 | .450 | .375 | .767 | 6.3 | 3.7 | 1.1 | .5 | 15.1 |
| 2020–21  | Denver   | 56  | 52  | 31.0 | .426 | .381 | .785 | 4.0 | 3.2 | .9  | .4 | 12.7 |
| 2021–22  | Denver   | 71  | 71  | 32.1 | .438 | .365 | .803 | 4.8 | 3.9 | .8  | .4 | 14.7 |
| Carreira | Carreira | 623 | 284 | 24.5 | .424 | .317 | .777 | 4.0 | 2.5 | .7  | .3 | 10.8 |

### Playoffs
| Ano      | Equipe   | PJ | PT | MPJ  | AP   | 3P   | LL    | RT  | AS  | BR | TO | PPJ  |
| -------- | -------- | -- | -- | ---- | ---- | ---- | ----- | --- | --- | -- | -- | ---- |
| 2014     | Portland | 7  | 0  | 11.6 | .500 | .545 | .833  | 1.7 | .4  | .1 | .3 | 6.4  |
| 2019     | Denver   | 14 | 3  | 23.4 | .348 | .273 | .692  | 4.8 | 1.7 | .3 | .6 | 9.1  |
| 2021     | Denver   | 3  | 1  | 27.7 | .442 | .333 | 1.000 | 4.3 | 2.7 | .7 | .3 | 16.3 |
| 2022     | Denver   | 5  | 5  | 34.4 | .409 | .393 | .667  | 5.6 | 2.8 | .8 | .2 | 13.8 |
| Carreira | Carreira | 29 | 9  | 24.2 | .424 | .386 | .798  | 4.1 | 1.9 | .4 | .3 | 11.4 |

Fonte: